# Berrocalejo
Berrocalejo là một đô thị trong tỉnh Cáceres, Extremadura, Tây Ban Nha. Theo điều tra dân số 2005 (INE), đô thị này có dân số là 115 người.
39°49′B 5°21′T / 39,817°B 5,35°T